# Courtenay (Columbia Británica)
Courtenay es una ciudad canadiense situada en la provincia de Columbia Británica.

## Superficie
Courtenay tiene una superficie de 32,42 km².

## Demografía
En 2021, tenía 28 420 habitantes, una densidad poblacional de 876,7 hab./km², y 13 414 viviendas.